# Кеј
Кеј (грч. Κοῖος) је био један од титана из грчке митолигије. 

## Митологија
Према Аполодору и Хесиодовој теогонији, био је син Урана и Геје, муж Фебе, отац Лете и Астерије.
Према неким изворима, учествовао је у заседи када је Хрон кастрирао њиховог оца, Урана. Четворица титана су се расподелили на честири стране света одакле су држали Урана, односно Небо. У овом миту, браћа су персонификовала четири стуба која су у блискоисточној космологији држали небо подаље од Земље, а понекад и читав космос. Кејова алтернативна имена — Којос (Кој) и Полос (Пол) сугеришу да су се односила на север, због северног пола, што значи да је он тамо представљао стуб. У древна времена та тачка на небу је била обележена звездом алфа Дра у сазвежђу Змаја. Он је био бог осе око које су се окретала сазвежђа, те је вероватно био и бог небеског пророчанства, баш као што је његова супруга Феба представљала богињу пророчишта на Делфима; оба пророчишта је наследио њихов унук Аполон. Био је бог радозналог ума, јер његово име значи „питање“. С обзиром да је његова супруга била пророчанског ума, можда су заједно репрезонтовали све знање, рођено од Неба, а пореклом са Земље. Попут других титана, Зевс га је бацио у Тартар.
Кејово име се налазило и на листи гиганата који су учествовали у гигантомахији.